# زنبق شیرین‌بو
زنبق شیرین‌بو (نام علمی: Iris suaveolens) نام یک گونه از سرده زنبق است.